# José Suárez
José Lisardo Suárez Sánchez (Trubia, Astúries, 19 de setembre de 1919 - Moreda, Astúries, 6 d'agost de 1981) va ser un actor espanyol.

## Biografia
Nascut en Trubia es va traslladar als dos anys a Oviedo, romanent en aquesta ciutat fins als vuit anys. El seu pare era mestre armero. El 1927 es trasllada juntament amb els seus pares a Logronyo. El 1934 després d'emmalaltir el seu pare, la família torna de nou a Astúries. Un any més tard, el 1935 mor finalment el seu pare cosa que fa que hagi d'abandonar els estudis per a donar suport econòmicament a la seva família, la qual es trobava en una situació econòmica precària. Va treballar en diverses ocupacions, entre ells el d'oficial d'arts gràfiques en una impremta d'Oviedo.
En complir divuit anys s'enrola en un regiment d'Artilleria a Logronyo en 1938. Al final de la guerra civil es va allistar en la Legió, amb destinació a Melilla, on va ser ascendit a cap i va romandre durant dos anys fins que, al juliol de 1941 es va allistar com a voluntari a la Divisió Blava. En 1943 torna a Espanya, després de dos anys de campanya a Rússia i aconsegueix ocupació com a interventor en el ferrocarril Vasco-Asturiano, a Oviedo.
El 1943 el director Gonzalo Delgrás li selecciona per a interpretar el paper de Josefín en la seva pel·lícula Altar mayor, donant començament així a la seva carrera cinematogràfica on va participar en un total de seixanta-quatre films. Va actuar en pel·lícules com La niña de Luzmela i La muralla feliz. A Brigada criminal realitza la seva primera gran interpretació, encarnant a un inspector de policia, tipus que repetiria en diverses pel·lícules. Aquest mateix any, 1950, contreu matrimoni en la basílica de Covadonga amb María Luisa Vázquez, fruit d'aquest matrimoni és la seva única filla María Eugenia.
Després de mostrar el seu talent en alguns papers protagonistes, destacant especialment el de Condenados (1953), la seva gran oportunitat com a actor li arriba amb Calle Mayor, obra mestra de Juan Antonio Bardem, obra mestra de Juan Antonio Bardem, el triomf internacional de la qual li va obrir les portes del mercat italià. La seva fogosa i violenta creació de Vito en La sfida, dirigida per Francesco Rosi, va cimentar la seva popularitat, i des de llavors va intervenir amb regularitat en una important sèrie de coproduccions. Va protagonitzar també diverses pel·lícules a Mèxic, al costat d'algunes de les estrelles més importants d'aquell país, com Dolores del Río o Silvia Pinal. El 1954, segons una enquesta de l'Institut d'Opinió Pública, va ser considerat el quart millor actor espanyol després de Fernando Fernán Gómez, Francisco Rabal i Jorge Mistral.
La seva veu va ser utilitzada per al personatge de Bruno Díaz i Batman en la sèrie de Batman i Robin quan la mateixa es va gravar en espanyol. La seva última pel·lícula va ser La trastienda, i dos anys després va rodar un episodi de Curro Jiménez. L'any 1975, amb només cinquanta-sis anys, va sofrir una trombosi que li va deixar paralitzat mig cos. A poc a poc es va anar recobrant de la seva malaltia, si bé mai va arribar a recuperar la mobilitat total del seu cos, la qual cosa li va deixar prematurament inhabilitat per al cinema.
Entre els seus càrrecs es pot destacar que va ser president durant nou anys del grup d'Actors en el Sindicat Nacional de l'Espectacle, i també president de la Mutualitat Laboral d'Artistes fins a 1971, quan va ser nomenat alcalde d'Aller i cap local del Movimiento. Estava en possessió de diverses condecoracions de guerra i de la Medalla d'Or de Cisneros. Va morir el 6 d'agost de 1981 a Moreda, localitat on havia fixat la seva residència des del seu matrimoni.

## Filmografia
- Curro Jiménez (episodi el destino de Antonio Navajo) (1977)
- La trastienda (1975)
- Los caballeros del botón de ancla (1974)
- Luisa Fernanda (sarsuela per TVE) (1973)
- Los Camioneros (episodi Seis meses en punto muerto) (1973)
- Una razón para vivir y una para morir (Una ragione per vivere e una per morire) (1972)
- Marianela (1972)
- María (1972)
- El Cristo del océano (1971)
- La montaña rebelde (1971)
- Los jóvenes amantes (1970)
- El amor de María Isabel (1970)
- Cateto a babor (1970)
- La muerte de un presidente (Il prezzo del potere) (1970)
- El mejor del mundo (1969)
- Tierra de gigantes (Il pistolero dell'Ave Maria) (1969)
- América rugiente (Cinque figli di cane) (1969)
- El taxi de los conflictos (1969)
- Cristóbal Colón (1968) (minisèrie de TV)
- María Isabel (1968)
- Míster Dinamita: mañana os besará la muerte (1967)
- El primer cuartel (1966)
- Adiós, Texas (1966)
- Operación silencio (1966)
- Siete hombres de oro) (1965)
- Las verdes banderas de Alá (1964)
- Rueda de sospechosos (1964)
- La boda (1963)
- A tiro limpio (1963)
- Lulú (1963)
- El llanero (1963)
- Scano Boa (1961)
- Cartago en llamas (1960)
- Un bruto para Patricia (1960)
- Diego Corrientes (1959)
- El magistrado (1959)
- El desafío (1958)
- Los italianos están locos (1958)
- El batallón de las sombras (1957)
- Las aeroguapas (1957)
- Calle Mayor (1956)
- Melodías de amor (1955)
- El hombre que veía la muerte (1955)
- Señora ama (1955)
- La danza de los deseos (1954)
- Once pares de botas (1954)
- ¿Crimen imposible? (1954)
- Condenados (1953)
- La montaña sin ley (1953)
- Así es Madrid (1953)
- Bronce y luna (1953)
- Aquel hombre de Tánger (1953)
- Ronda española (1951)
- Alba de América (1951)
- Brigada criminal (1950)
- Historia de una escalera (1950)
- La mujer de nadie (1950)
- El hijo de la noche (1950)
- La niña de Luzmela (1949)
- Un viaje de novios (1948)
- La muralla feliz (1947)
- Oro y marfil (1947)
- Trece onzas de oro (1947)
- Altar mayor (1944)

## Premis
- La Medalla del Cercle d'Escriptors Cinematogràfics al millor actor principal, en 1954, per Crimen imposible.[3]
- El de millor actor espanyol segons la revista Triunfo el 1957 per Calle Mayor.
- El de millor actor en el Festival de Sant Sebastià de 1964 per La boda.
- Premi de la Setmana de Cinema de Lisboa en 1955 per Condenados.